# John Southworth
John Southworth, né en 1592 à Samlesbury, dans le Lancashire, Angleterre et mort (exécuté) le 28 juin 1654 à Tyburn (Londres) (Angleterre), est un prêtre catholique anglais.  martyr catholique anglais. C'est l'un des quarante martyrs d'Angleterre et du pays de Galles, rappelé à la mémoire le 28 juin et le 25 octobre collectivement.      

## Biographie
John (Jean) Southworth était issu d'une famille du Lancashire qui vivait à Samlesbury Hall. Ils avaient accepté de payer de lourdes amendes plutôt que d'abandonner la foi catholique.
Comme c'était le cas dans beaucoup de familles catholiques John fut envoyé étudier au collège anglais de Douai, en France septentrionale, une institution pour la jeunesse catholique anglaise en exil. Il s'orienta vers le sacerdoce et fut ordonné à la prêtrise avant de revenir en Angleterre en octobre 1619, malgré la loi de 1585 marquant comme traître tout prêtre qui osait revenir en Angleterre. Cette loi fut ensuite étendue à tous ceux qui aidaient ces prêtres.
À part une interruption d'une année environ (1624-25) où il fut aumônier des Bénédictines à Bruxelles, le père Southworth œuvra dans le Lancashire, où il fut arrêté en 1627 et emprisonné au château de Lancaster avec Edmond Arrowsmith. Ce dernier fut pendu, tiré et écartelé à Lancaster le 28 août 1628. Jean Southworth fut ensuite transféré à la prison Clink (en) dans le quartier de Southwark à Londres. 
Condamné à mort pour avoir professé la foi catholique, il échappe à l'exécution car, en 1630, sur l'insistance de la reine Henriette-Marie, lui et dix-sept autres personnes furent livrés à l'ambassadeur de France et déportés en France. 
En 1636, cependant, il est de retour en Angleterre et vivait à Clerkenwell, à Londres, pendant une épidémie de peste. Avec le prêtre jésuite Henry Morse, il s'occupa des malades à Westminster et collecta des fonds pour les familles des victimes. Cependant, Jean Southworth fut de nouveau arrêté en novembre 1637 et envoyé à la prison de Gatehouse, puis transféré à nouveau à la prison Clink, où il resta pendant trois ans. Quatre fois Southworth est arrêté, et trois fois libéré par le secrétaire d'État Sir Francis Windebank (en) sur ordre de la reine Henriette-Marie. La quatrième fois, il réussit à s'échapper. De 1640 et 1654, il poursuivit son ministère clandestinement.
L'arrestation finale eut lieu durant l'interrègne. Jugé à la Cour de l'Old Bailey en vertu de la législation anti-prêtre élisabéthaine. John Southworth plaide 'être responsable d'avoir exercé la prêtrise catholique' et est condamné à être pendu, tiré et écartelé. L'exécution capitale eut lieu à Tyburn (Londres) le 28 juin 1654.

## Souvenir et vénération
L'ambassadeur d'Espagne rapporta son corps à Douai pour le conserver et l'enterrer. Pour le protéger de toute désacralisation durant la Révolution française son corps fut transféré dans une tombe non marquée et ne fut redécouvert que le 15 juillet 1927 au bord de la rue Durutte, à Douai, près de la gare. Ses reliques ont été translatées en Angleterre. Elles sont maintenant conservées dans la chapelle de Saint-Georges et des martyrs anglais de la cathédrale de Westminster à Londres. 

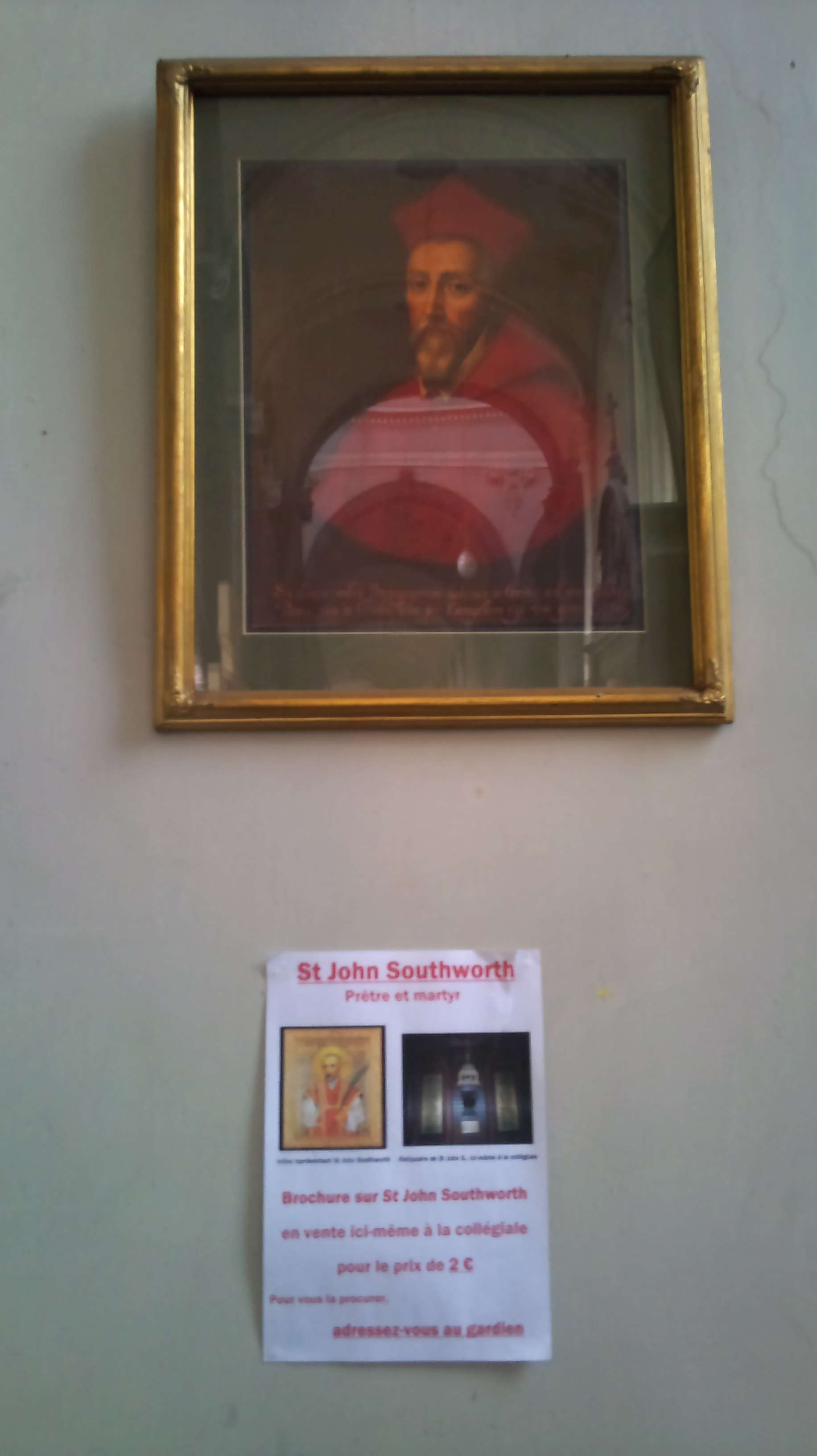
Saint Jean Southworth (Collégiale Saint-Pierre de Douai).
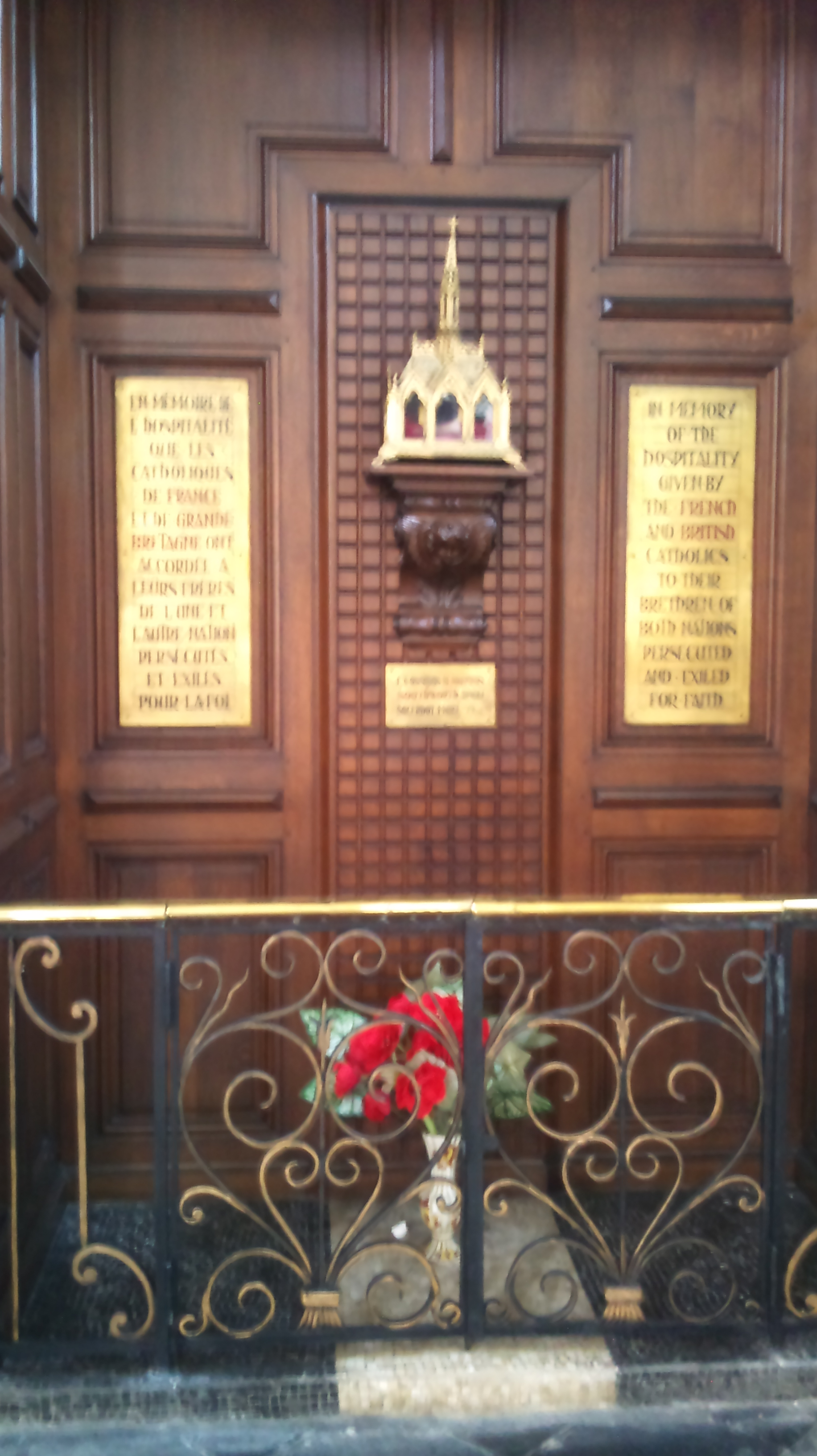
Mémorial de saint Jean Southworth et des catholiques anglais.
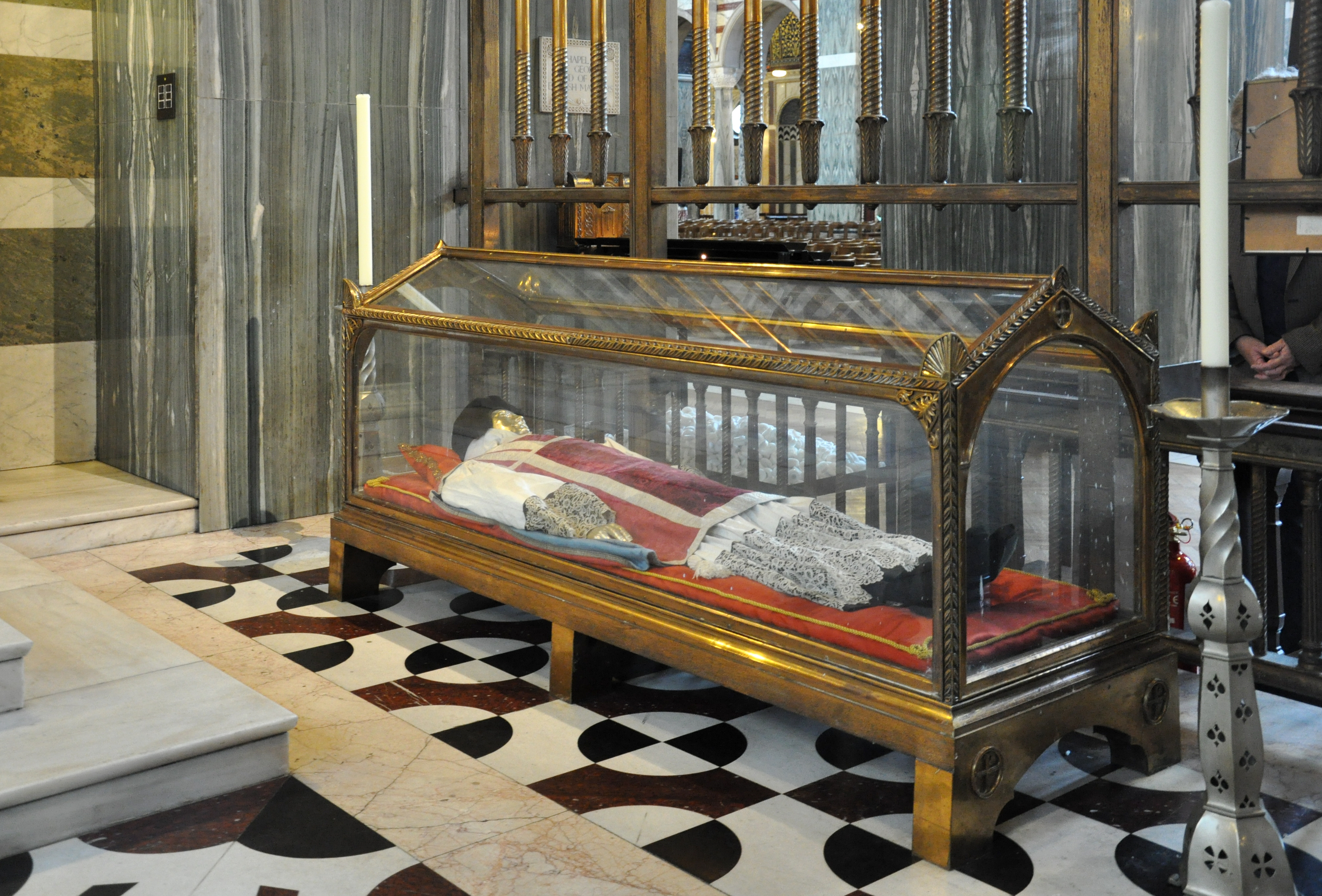
Reliquaire de saint Jean Southworth à la cathédrale de Westminster.
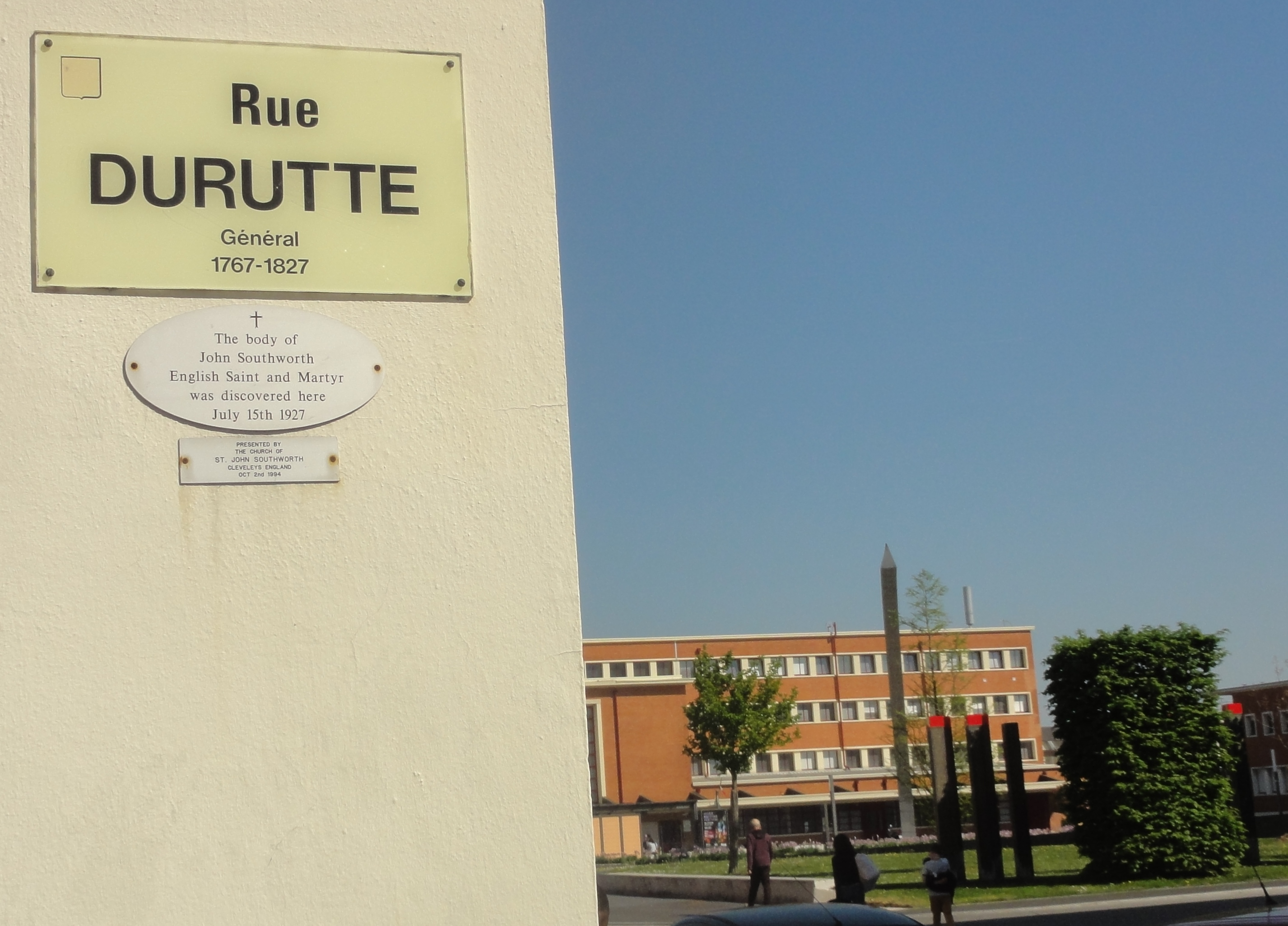
Lieu de découverte du corps
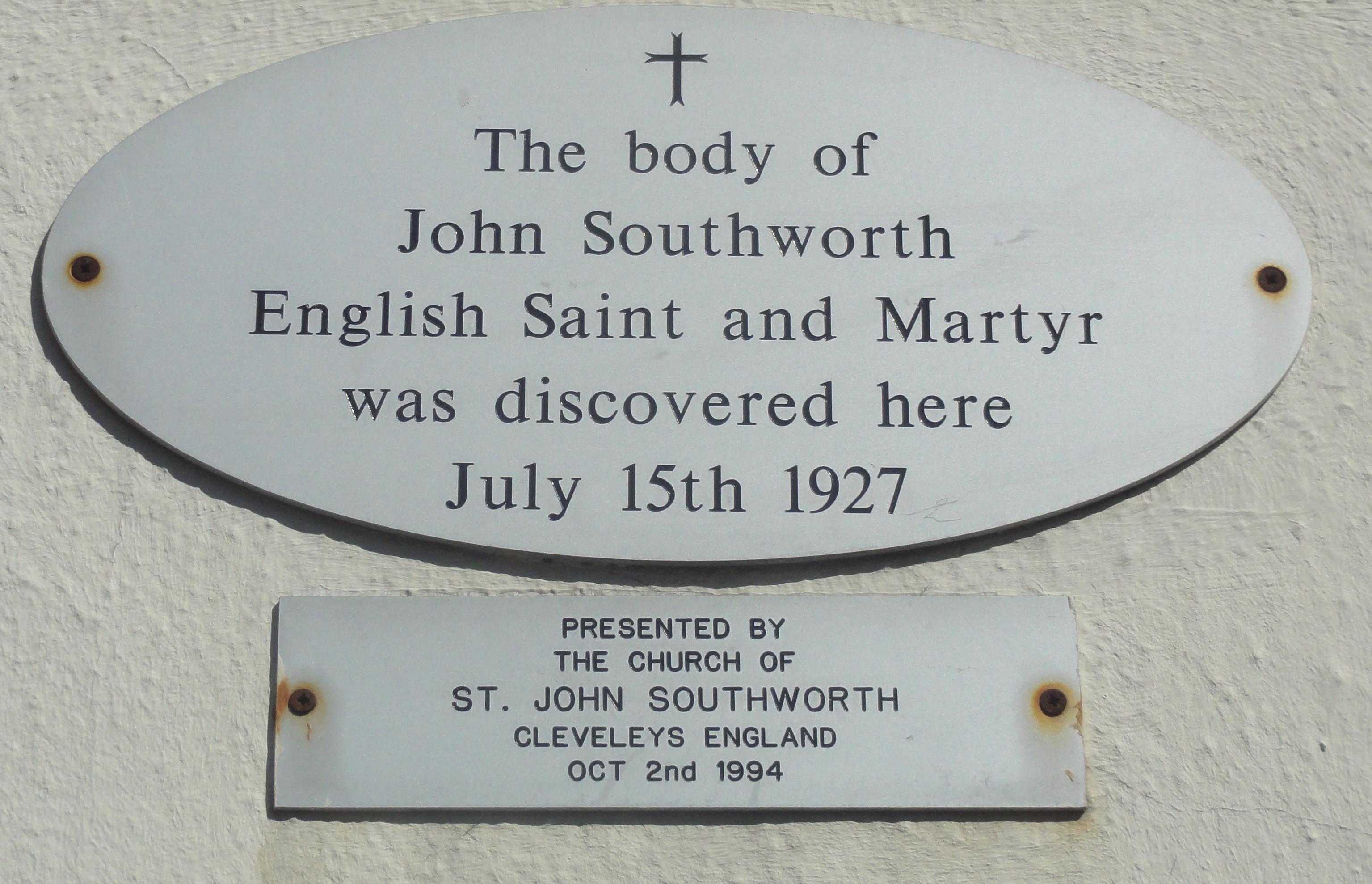
Plaque commémorative.

### Collégiale Saint-Pierre de Douai
Il existe un mémorial à la collégiale Saint-Pierre de Douai à gauche de l'entrée principale sous la tour, ainsi qu'un reliquaire de saint Jean Southworth, rappelant que pendant 125 ans Douai (alors dans les Pays-Bas espagnols) offrit refuge aux catholiques anglais qui avaient fui les persécutions d'Henri VIII et Élisabeth Ire.  

### Cathédrale et diocèse de Westminster
Un autre reliquaire se trouve dans la chapelle des Martyrs anglais de la cathédrale du Précieux-Sang de Westminster (Londres). Chaque année, le 27 juin, le diocèse de Westminster célèbre la fête de saint John Southworth qui est son patron. 

## Source
- (en) Cet article est partiellement ou en totalité issu de l’article de Wikipédia en anglais intitulé « John Southworth (martyr) » (voir la liste des auteurs).